# Ernest Fleischmann

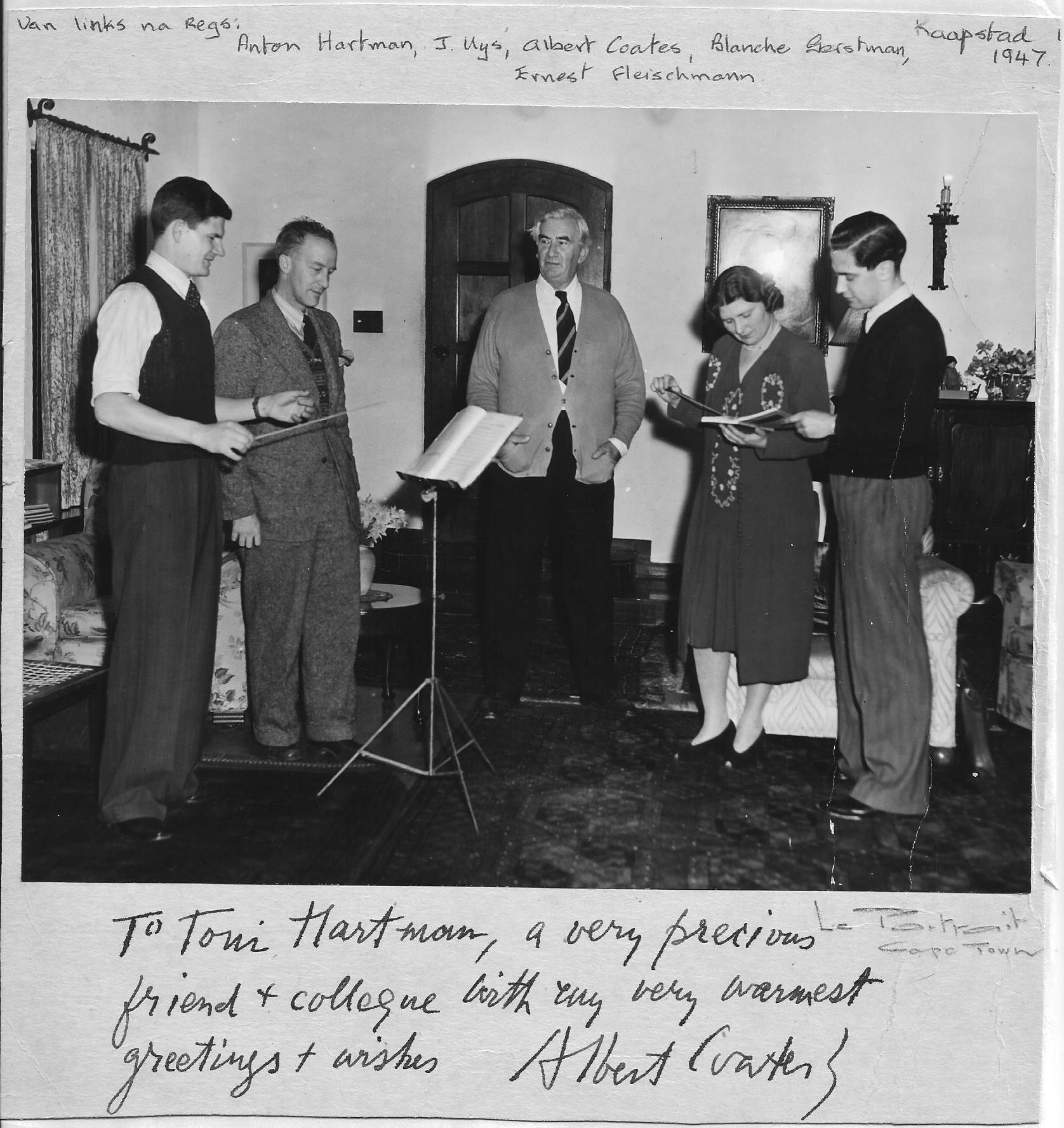
Ernest Fleischmann (rechts) mit den Musikern Anton Hartman, Hannes Uys, Albert Coates und Blanche Gerstman, Kapstadt 1947

Ernest Martin Fleischmann (eigentlich Ernst Fleischmann, * 7. Dezember 1924 in Frankfurt am Main; † 13. Juni 2010 in Los Angeles) war ein deutsch-amerikanischer Impresario, der fast 30 Jahre als Geschäftsführer des Los Angeles Philharmonic tätig war, das er zu einem internationalen Spitzenorchester ausbaute.

## Leben
Ernst Fleischmanns Eltern waren der Kaufmann Gustav Fleischmann (* 14. April 1894 in Hanau; † 25. Oktober 1967 in London) und dessen Frau Antonie „Toni“ geb. Koch (* 11. November 1897 in Gau-Odernheim; † 17. Februar 1976 in Düsseldorf), die jüdische Wurzeln hatten. Nach Beginn der Nazi-Herrschaft emigrierte die Familie 1936 nach Südafrika, wo Fleischmann 1942, mit 17 Jahren, in Kapstadt als Dirigent debütierte. Er erwarb einen Bachelor-Abschluss in Rechnungswesen an der Witwatersrand-Universität und einen Abschluss in Musik an der Universität Kapstadt. Zu seinen Lehrern zählten Albert Coates, Frank Rothschild, Erik Chisholm und Josef Trauneck. 1953 heiratete er die Architektin Elsa Leviseur (1931–2023).
Ab 1956 engagierte er sich für das Johannesburg-Festival und beauftragte William Walton mit der Komposition einer Festival-Ouvertüre zu Ehren des 70-jährigen Jubiläums der Stadt. 1959 lehnte er ein Angebot des Cape Town Symphony Orchestra ab und wurde stattdessen Manager des London Symphony Orchestra, das er 1967 wieder verließ.
1969 übersiedelte Fleischmann mit seiner Familie nach Los Angeles und übernahm den Posten des Geschäftsführers des Los Angeles Philharmonic. Während seiner Amtszeit verdoppelte er die Bezahlung der Musiker und fügte eine Sommersaison in der Hollywood Bowl hinzu. Das Orchester spielte zu dieser Zeit noch im 1964 eröffneten Dorothy Chandler Pavilion, der jedoch akustisch sehr unbefriedigend war. Die Situation änderte sich 1987 durch eine großzügige Spende von Lillian Disney in Höhe von 50 Millionen US-Dollar, die es ermöglichte, den Architekten Frank Gehry mit dem Bau einer neuen Konzerthalle zu beauftragen, der Walt Disney Concert Hall, die allerdings erst 2003 eröffnet werden konnte. Sie zählt inzwischen zu einer der besten Konzerthallen der Welt.
1978 holte Fleischmann den Dirigenten Carlo Maria Giulini nach Los Angeles, der 1985 durch André Previn ersetzt wurde, der das Orchester nach Auseinandersetzungen mit Fleischmann bereits 1989 wieder verließ. 1992 wurde Esa-Pekka Salonen zum Chefdirigenten ernannt.
1998 zog sich Fleischmann von seinen Positionen zurück.
Der Musikkritiker Mark Swed schrieb in der Los Angeles Times, Fleischmann habe „ein zweitrangiges Provinzorchester in eines der besten der Welt verwandelt“.

## Familie
Ernest Fleischmann hatte drei Kinder, Stephanie, Martin und Jessica.

## Ehrungen

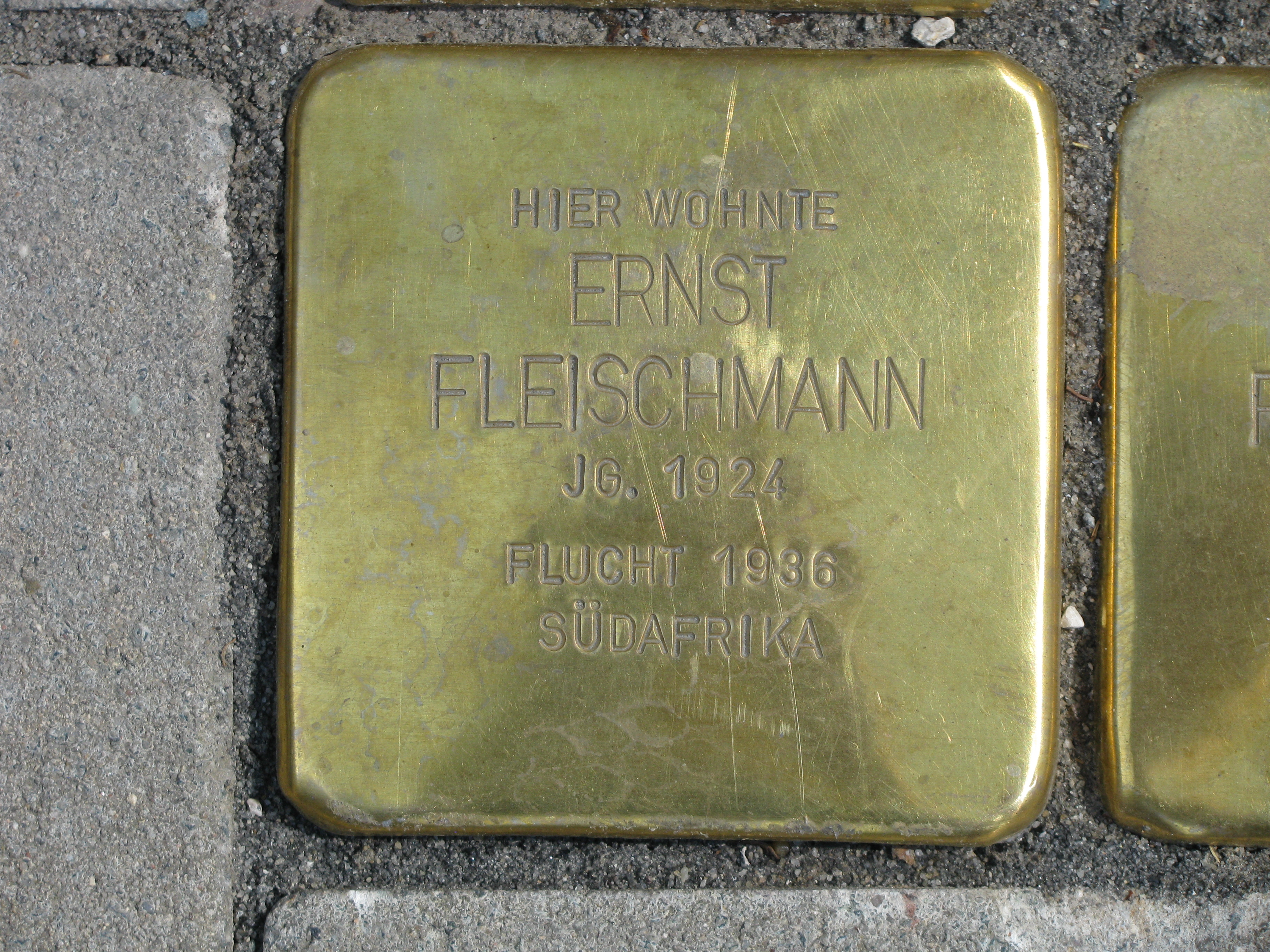
Stolperstein für Ernst Fleischmann vor dem einstigen Wohnhaus der Familie in Frankfurt am Main, Marienstraße 15

Am 29. März 2011 wurde in Los Angeles die Kreuzung First Street und Grand Avenue, die sich in der Nähe des Los Angeles Music Center befindet, in „Ernest Fleischmann Square“ umbenannt.
Am 14. Mai 2023 wurde in Frankfurt am Main durch den Künstler Gunter Demnig vor dem einstigen Wohnhaus der Familie Fleischmann ein Stolperstein verlegt.